# Wüstenhof (Thier)
Wüstenhof ist eine Ortschaft in der Gemeinde Wipperfürth im Oberbergischen Kreis im Regierungsbezirk Köln in Nordrhein-Westfalen (Deutschland).

## Lage und Beschreibung
Der Ort liegt im Süden der Stadt Wipperfürth im Tal eines Nebengewässers des Drecker Baches. Wüstenhof besteht aus drei räumlich getrennten Siedlungsbereichen. Nachbarorte sind Fürden, Drecke, Klespe, Bergesbirken und Thier.
Der Ort gehört zum Gemeindewahlbezirk 150 und damit zum Ortsteil Thier.

## Geschichte
1548 wird der Ort erstmals unter der Bezeichnung „Woestenhoev“ in den Listen der bergischen Spann- und Schüppendienste genannt. Die Karte Topographia Ducatus Montani aus dem Jahre 1715 zeigt einen Hof und bezeichnet diesen mit „Wüstenhof“. Die Topographische Aufnahme der Rheinlande von 1825 zeigt im Tal des Baches auf umgrenztem Hofraum unter dem Namen „Wüstenhof“ vier getrennt voneinander liegende Grundrisse. In der Preußischen Uraufnahme von 1840 lautet die Ortsbezeichnung „Wöstenhof“. Ab der topografischen Karte der Jahre 1894 bis 1896 wird der heute gebräuchliche Ortsname Wüstenhof verwendet und der südliche Ortsbereich ist verzeichnet. Ab der topografischen Karte von 1969 wird auch der nördliche Siedlungsbereich aufgeführt.
Im Bereich der Ortschaft steht seit 1964 ein steinernes Wegekreuz aus dem Jahre 1860. Zuvor hat das Kreuz im Nachbarort Klespe gestanden.

## Busverbindungen
Über die Haltestellen Fürden beziehungsweise Kohlgrube der Linien 426 und 429 (VRS/OVAG) ist Wüstenhof an den öffentlichen Personennahverkehr angebunden.

## Wanderwege
Der vom SGV ausgeschilderte Rundweg Thier und der Ortsrundwanderweg A2 führen durch den Ort.